# Candu Energy Inc.
Candu Energy Inc. — канадская компания, дочернее подразделение компании SNC-Lavalin Inc., расположенной в Монреале и специализирующейся на разработке и поставке ядерных реакторов, а также производстве оборудования и техническом обслуживании ядерных реакторов. Candu Energy Inc. была создана в 2011 году, когда материнская компания SNC-Lavalin приобрела подразделение коммерческих реакторов компании Atomic Energy of Canada Limited (AECL) вместе с правами на разработку и маркетинг технологии реакторов CANDU.
Офис компании Candu Energy Inc. находится в Миссиссоге, Онтарио, Канада. Основные направления деятельности компании:
- Продление жизни реакторов CANDU
- Техническое обслуживание и сервисные услуги для реакторов CANDU
- Постройка новых реакторов CANDU

Основные типы реакторов, с которыми в настоящее время работает компания — CANDU 6 и Enhanced CANDU 6. Candu Energy Inc. также специализируется на передовых технологиях топливного цикла, которые использует гибкость топливного цикла реактора CANDU, включая топливо на основе рекуперированного урана (RU) из легководных реакторов (LWR) и смешанное оксидное топливо (MOX), содержащее торий или плутоний.
Президентом, генеральным директором и директором по атомной энергии компании с 2014 года является Престон Сваффорд Архивная копия от 4 марта 2016 на Wayback Machine.